# Arakapás
Arakapás är en ort i Cypern.   Den ligger i distriktet Eparchía Lemesoú, i den centrala delen av landet, 40 km sydväst om huvudstaden Nicosia. Arakapás ligger 374 meter över havet och antalet invånare är 304. Den ligger på ön Cypern.
Terrängen runt Arakapás är huvudsakligen lite bergig. Arakapás ligger nere i en dal. Trakten runt Arakapás är ganska tätbefolkad, med 120 invånare per kvadratkilometer. Närmaste större samhälle är Limassol, 19,0 km söder om Arakapás. Trakten runt Arakapás är i huvudsak ett öppet busklandskap.
Medelhavsklimat råder i trakten. Årsmedeltemperaturen i trakten är 22 °C. Den varmaste månaden är juli, då medeltemperaturen är 33 °C, och den kallaste är januari, med 11 °C. Genomsnittlig årsnederbörd är 510 millimeter. Den regnigaste månaden är december, med i genomsnitt 112 mm nederbörd, och den torraste är augusti, med 1 mm nederbörd.